# Некрасов, Алексей Иванович
Алексе́й Ива́нович Некра́сов (7 [19] марта 1885, Москва — 25 сентября 1950, Венгерово, Новосибирская область) — русский и советский искусствовед, историк и теоретик архитектуры, профессор МГУ.

## Биография
Родился в Москве 7 марта 1885 года. Младший брат механика и математика Александра Иванович Некрасова (1883—1957). В 1909 году окончил историко-филологический факультет Московского университета, где занимался историей искусства под руководством А. С. Орлова. В 1913 году защитил магистерскую диссертацию в Санкт-Петербургском университете. С 1914 года — приват-доцент, с 1918 года — профессор Московского университета по кафедре истории и теории искусства историко-филологического факультета. Параллельно, с 1913 года, преподавал историю и теорию искусства в Московской консерватории, с 1916/1917 года — профессор консерватории (до 1923 года).
1920-е годы в жизни А. И. Некрасова тесно связаны с МГУ. В 1921 году он защитил кандидатскую диссертацию на тему «Орнамент первопечатных московских книг». Читал лекции по истории византийского искусства и древнерусского художественного наследия, народному искусству. Ввёл в систему обучения историков искусства обязательные практики-поездки по памятникам искусства и музеям вне Москвы. С октября 1922 года являлся заведующим отделением археологии и искусства Факультета общественных наук, с ноября заведовал Этнографо-археологическим музеем (с 1929 года — Музеем материальной культуры при 1-м МГУ). С октября 1925 года возглавил отделение искусствознания на этнологическом факультете. С 1930 года стал заместителем председателя отделения теории и истории искусства на факультете литературы и искусства. Среди его университетских учеников — М. В. Алпатов, Н. И. Брунов, М. А. Ильин, В. Н. Лазарев, В. М. Василенко, М. М. Постникова-Лосева, В. И. Антонова, В. Н. Иванов.
Параллельно с преподаванием в университете и консерватории А. И. Некрасов читал курсы в Московском Высшем техническом училище (1921), Иваново-Вознесенском политехническом институте (1921—1924), с 1921 года был действительным членом Института археологии и искусствознания, с 1925 года заведовал подотделом эволюции художественной формы Секции пространственных искусств ГАХН.
В 1930 году в связи с реорганизацией системы университетского обучения А. И. Некрасов покинул МГУ. В 1932—1938 годах он был профессором и заведующим кафедрой истории и теории искусств в ИФЛИ, профессором и заведующим кафедрой истории искусств в Институте кинематографии (1934—1938). В 1930—1936 годах работал в Третьяковской галерее консультантом в группе феодализма, учёным секретарём, заведовал Кабинетом архитектуры. В 1934 году Кабинет был передан во Всесоюзную академию архитектуры, где А. И. Некрасов стал заведующим научным сектором Музея архитектуры (1934—1937). В январе 1936 года получил степень доктора искусствоведения по совокупности трудов.
В 1930-е годы А. И. Некрасов продолжил регулярные поездки по городам и сёлам центральной России с целью изучения памятников архитектуры, участвовал в работе Общества изучения русской усадьбы (ОИРУ). Многие статьи учёного переводились на иностранные языки и публиковались в зарубежных изданиях.
19 апреля 1938 года А. И. Некрасов, вслед за своим старшим братом, членом-корреспондентом Академии наук Александром Ивановичем Некрасовым, был арестован и через год приговорён к 10 годам заключения по 58-й статье УК РСФСР. Срок отбывал в лагере на строительстве Воркуты. В 1940-м году в условиях лагерного режима он добился возможности читать лекции по истории архитектуры на курсах повышения квалификации архитекторов и строителей. Вечерами, после общих работ, не имея никакого подспорья кроме собственной памяти, А. И. Некрасов из года в год трудился над рукописями «Теория архитектуры» и «Московское зодчество. К 800-летию Москвы».
19 января 1948 года, за три месяца до истечения 10-летнего срока заключения, учёный был освобождён в связи с признанием его инвалидом II группы. В 1948 году А. И. Некрасов жил в Александрове, где работал внештатным консультантом (без оклада) Александровского музея:

«Все попытки получить платную работу оказались бесплодными. Музей же не оплачивал даже поездки учёного по области для изучения памятников… Академик А. В. Щусев предложил ему написать исследование об Александровской слободе, с тем, чтобы оно было оплачено. Но нашлись и противники этого предложения. И когда после обследования и обмеров памятников, изготовления альбома чертежей был создан текст (восемь печатных листов), добиться оплаты автору так и не удалось».
Академики А. В. Щусев, В. А. Веснин, И. Э. Грабарь давали положительные отзывы на рукописи своего бывшего коллеги, В. А. Веснин подчёркивал, что «возвращение проф. Некрасова к научной и педагогической работе было бы очень полезно для отечественного искусствознания», но их поддержка не дала результатов. Если Александр Иванович Некрасов был освобожден уже несколько лет назад и в 1946 году избран академиком АН СССР, то Алексея Ивановича вновь арестовали 10 февраля 1949 года. После 5-месячного заключения он был выслан в Новосибирскую область, в село Венгерово, где приступил к работе консультанта (без оклада) по художественно-кустарной промышленности в районном промышленном комбинате. А. И. Некрасов тяжело болел и 25 сентября 1950 года скончался в Венгерове, где и был похоронен.
7 июня 1956 года дело по обвинению учёного было пересмотрено и прекращено за отсутствием состава преступления.

## Семья
- жена (с 14.06.1914) — Людмила Викторовна Некрасова; сын — Олег Алексеевич Некрасов (1916—1993), доктор технических наук, профессор НИИ железнодорожного транспорта[16], лауреат Сталинской премии 1951 г.

## Научный вклад
Ряд трудов А. И. Некрасова, таких, как «Русское народное искусство» (1924), «Очерки по истории древнерусского зодчества XI—XVII века» (1936), «Древнерусское изобразительное искусство» (1937), стали первым систематическим изложением предмета в послереволюционный период развития отечественного искусствознания. Учёный внёс крупный вклад в методологию науки, соединив академический принцип историзма с оригинальной концепцией стилистического анализа по формально-техническим признакам на материале всех видов искусства.
В круг интересов А. И. Некрасова входили не только памятники прошедших эпох, но и современное ему искусство. Отмечая присущее его полемической манере сочетание академической строгости, блеска и научной корректности, историк искусствознания А. А. Ковалёв приводит статью А. И. Некрасова «Пути архитектуры. (К проблеме стиля современной архитектуры)» (1928) как пример адекватного применения формального метода к анализу формировавшегося в то время архитектурного течения — конструктивизма. «Некрасов видит в новейшей советской архитектуре не космополитизм, который был очевиден для неглубокого и пристрастного взгляда, а вполне национальные по своему существу поиски новой образности».
Этапной для развития науки об истории архитектуры стала «система теоретических построений А. И. Некрасова о существовании специфических математических закономерностей в создании архитектурных форм в рамках крупных исторических периодов, а внутри них — в пределах различных типологических подсистем». Он разработал принципы изучения внутреннего архитектурного пространства, опиравшиеся на соотношения числа, массы, пространства и других категорий, создав ряд специфических производных понятий («синтетическое» и «дифференцированное», рационально и иррациональное пространство, цельное, упругое, динамическое и т. д.). Если в исследованиях 1930-х годов А. И. Некрасов нечасто рассматривал вопросы образной природы архитектуры, то в 1940-е годы он активно развивал эту проблематику.
Многие описанные и проанализированные им памятники были позднее утрачены, и его работы приобрели статус источника, некоторые из «несвоевременных» идей учёного стали актуальны лишь в позднейшее время (как, например, идея о тесной связи искусства Руси с западноевропейской художественной практикой). Существенная часть научного наследия А. И. Некрасова оставалась неосвоенной искусствоведческой наукой вплоть до 1990-х годов, когда стали публиковаться его неизданные рукописи.

## Основные работы
А. И. Некрасов написал более 170 статей и монографий.
- Древние подмосковные: Александровская слобода, Коломенское, Измайлово. — М., 1923.
- Древний Псков и его художественная жизнь. — М., 1923.
- Очерки декоративного искусства Древней Руси. — М., 1924.
- Русское народное искусство. — М., 1924.
- Великий Новгород и его художественная жизнь. — М., 1924.
- Византийское и русское искусство. — М., 1924.
- Художественные памятники Москвы и городов Московской губернии. — М., 1928.
- Возникновение московского искусства. Т. 1. — М., 1929.
- Русский ампир. — М., 1935.
- Очерки по истории древнерусского зодчества XI—XVII века. — М., 1936.
- Древнерусское изобразительное искусство. — М., 1937.
- Теория архитектуры. — М., 1994.